# Pantaleon (König von Pisa)
Pantaleon (altgriechisch Πανταλέων Pantaléōn) war um 600 v. Chr. der Herrscher und Tyrann von Pisa im antiken Griechenland.
Pantaleon unterstützte im Zweiten Messenischen Krieg die Spartaner. Im anschließenden Konflikt mit Elis war er erfolgreich und brachte den Pisaten für einige Jahre den Vorsitz über die Olympischen Spiele der Antike. Sein erstgeborener Sohn Damophon folgte ihm zunächst in der Herrschaft, dann sein Sohn Pyrrhos. Pyrrhos nahm in der 50. Olympiade den alten Konflikt mit Elis wieder auf, unterlag jedoch trotz Unterstützung der Skilluntier, Makistier und Dyspontier, so dass in der Folge Pisa im Jahr 572 v. Chr. zerschlagen und dem elischen Gebiet einverleibt wurde. Der Vorsitz über die Olympischen Spiele fiel ab dieser Zeit an Elis.